# 中村まり (シンガーソングライター)
中村まり（なかむら まり、1977年 - ）は、アコースティック・ギター弾き語りのシンガーソングライター。

## 概要
幼少の頃からギターに親しみ、14歳から約4年間をアメリカのオハイオ州シンシナティで過ごす。
アメリカン・フォークやカントリー・ブルースなどに影響を受けたオリジナル曲はすべて英語詞で、ライヴでは60～70年代フォーク、戦前カントリー・ブルース、オールド・タイム・ミュージック、ブルーグラスなどから、ロン・セクスミスやポール・マッカートニーなどまでを幅広くカヴァーする。
2005年、MULE RECORDSより1stアルバム「SEEDS TO GROW」をリリース。
同年、フジ・ロック・フェスティバルのジプシー・アヴァロンに出演。
2006年に狭山で行われたハイドパーク・ミュージック・フェスティヴァルに出演。
2007年と2009年のエイモス・ギャレット、2010年のジェフ・マルダー＆エイモス・ギャレットの来日公演にゲストで出演し、マリア・マルダーの「真夜中のオアシス」を歌う。
2009年、2ndアルバム「Beneath The Buttermilk Sky」をリリース。
同年、フジ・ロック・フェスティバルのフィールド・オブ・ヘヴンに出演。
2011年6月、ロンサムストリングス＆中村まり「folklore session」をリリース。
同年、フジ・ロック・フェスティバルのフィールド・オブ・ヘヴンに出演（ロンサムストリングス＆中村まり）。
同年、「Microsoft presents 家族 1964・2012」のショートムービーに「Night Owls」(「Beneath The Buttermilk Sky」収録)が使用される。
同年、細野晴臣『HOSONOVA』のレコーディングにコーラスとして参加。
2012年、ライジングサン・ロック・フェスティヴァルのボヘミアン・ガーデンに出演（ロンサムストリングス＆中村まり）。
同年9月、ロンサムストリングス＆中村まり「Afterthoughts」をリリース。
2013年、TOYOTAプリウス「マイコーデ」篇のテレビCMソング「フィールソーファイン」にシンガーとして起用される。
現在のメインギターは1965年製のMARTIN OOO-18。
アルバム・ジャケットやHPなどのイラストもすべて本人が手がけている。

## アルバム
- 『 Seeds To Grow 』 (2005) Mule Records ANTX-1016
- 『 Beneath The Buttermilk Sky 』 (2009)　Mule Records ANTX-1017
- 『 Folklore Session 』(Lonesome Strings & Mari Nakamura) (2011)　MIDI MDCL-1515
- 『 Afterthoughts 』(Lonesome Strings & Mari Nakamura) (2012)　MIDI MDCL-1528

## 自主制作
- 『 Traveler & Stranger 』 (2002)　ライヴ会場のみ販売のCD-R

## 参加作品
- LONESOME STRINGS 『 Some Happy Day-LIVE PERFORMANCE Archives Vol.1(2004-2009) 』 (2009)
- sakana 『 campolano 』 (2011)
- 細野晴臣 『 HOSONOVA 』 (2011)
- LONESOME STRINGS 『 2000～2012 Anthology of This String Band 』 (2012)
- Darjeeling『８芯二葉～梅鶯Blend』（2018）